# Benoîtville
Benoîtville és un municipi francès situat al departament de la Manche i a la regió de Normandia. L'any 2007 tenia 551 habitants.

## Demografia

### Població
El 2007 la població de fet de Benoîtville era de 551 persones. Hi havia 208 famílies de les quals 50 eren unipersonals (23 homes vivint sols i 27 dones vivint soles), 58 parelles sense fills, 85 parelles amb fills i 15 famílies monoparentals amb fills.
La població ha evolucionat segons el següent gràfic:
Habitants censats

### Habitatges
El 2007 hi havia 241 habitatges, 212 eren l'habitatge principal de la família, 18 eren segones residències i 11 estaven desocupats. 237 eren cases i 3 eren apartaments. Dels 212 habitatges principals, 174 estaven ocupats pels seus propietaris, 37 estaven llogats i ocupats pels llogaters i 2 estaven cedits a títol gratuït; 8 tenien dues cambres, 26 en tenien tres, 48 en tenien quatre i 130 en tenien cinc o més. 180 habitatges disposaven pel capbaix d'una plaça de pàrquing. A 85 habitatges hi havia un automòbil i a 115 n'hi havia dos o més.

### Piràmide de població
La piràmide de població per edats i sexe el 2009 era:
| Homes | Edats   | Dones |
| ----- | ------- | ----- |
| 0     | 95 o +  | 0     |
| 0     | 90 a 94 | 0     |
| 4     | 85 a 89 | 4     |
| 0     | 80 a 84 | 12    |
| 4     | 75 a 79 | 0     |
| 8     | 70 a 74 | 12    |
| 16    | 65 a 69 | 16    |
| 4     | 60 a 64 | 4     |
| 4     | 55 a 59 | 8     |
| 16    | 50 a 54 | 8     |
| 16    | 45 a 49 | 16    |
| 16    | 40 a 44 | 16    |
| 28    | 35 a 39 | 16    |
| 16    | 30 a 34 | 28    |
| 24    | 25 a 29 | 4     |
| 20    | 20 a 24 | 12    |
| 16    | 15 a 19 | 12    |
| 12    | 10 a 14 | 8     |
| 16    | 5 a 9   | 16    |
| 32    | 0 a 4   | 16    |

## Economia
El 2007 la població en edat de treballar era de 351 persones, 256 eren actives i 95 eren inactives. De les 256 persones actives 238 estaven ocupades (131 homes i 107 dones) i 18 estaven aturades (11 homes i 7 dones). De les 95 persones inactives 38 estaven jubilades, 27 estaven estudiant i 30 estaven classificades com a «altres inactius».

### Ingressos
El 2009 a Benoîtville hi havia 219 unitats fiscals que integraven 568,5 persones, la mediana anual d'ingressos fiscals per persona era de 17.170 €.

### Activitats econòmiques
Dels 15 establiments que hi havia el 2007, 7 eren d'empreses de construcció, 5 d'empreses de comerç i reparació d'automòbils, 1 d'una empresa d'hostatgeria i restauració, 1 d'una empresa financera i 1 d'una empresa de serveis.
Dels 6 establiments de servei als particulars que hi havia el 2009, 1 era una funerària, 1 taller de reparació d'automòbils i de material agrícola, 2 paletes i 2 lampisteries.
L'any 2000 a Benoîtville hi havia 16 explotacions agrícoles que ocupaven un total de 690 hectàrees.

## Poblacions més properes
El següent diagrama mostra les poblacions més properes.